# Amphoe Ko Kut

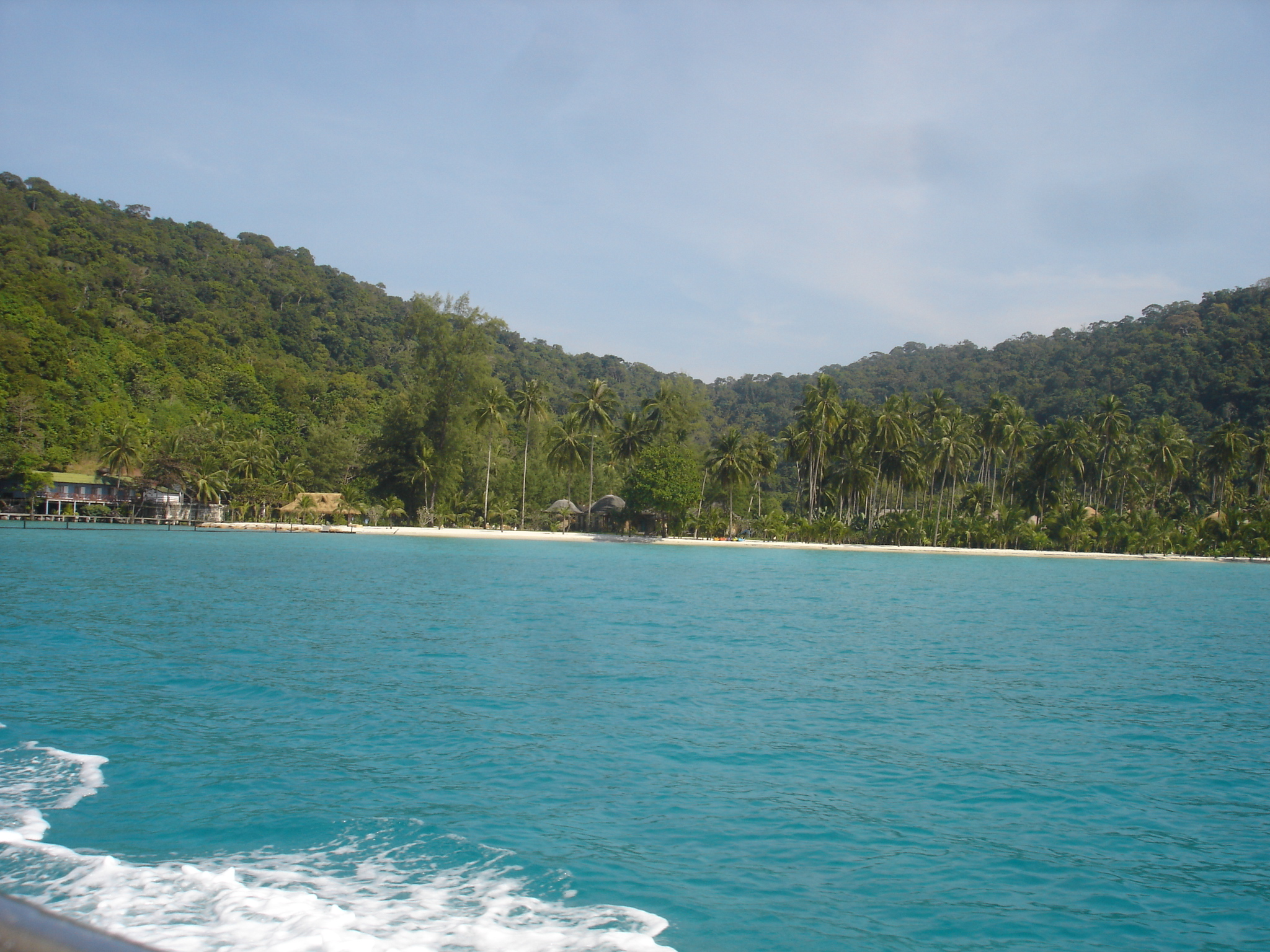
Ansicht der Insel Ko Kut

Amphoe Ko Kut (Thai: อำเภอ เกาะกูด, Aussprache: ʔāmpʰɤ̄ː kɔ̀ʔ kùːt) ist ein Landkreis (Amphoe – Verwaltungs-Distrikt) im Süden der Provinz Trat. Die Provinz Trat liegt in der Ostregion von Thailand an der Grenze zu Kambodscha, wird aber verwaltungstechnisch zu Zentralthailand gezählt.
Ko Kut (andere Schreibweise: Ko Kood oder Koh Kuut) ist auch der Name der Hauptinsel des Landkreises im Golf von Thailand, südlich von Ko Chang gelegen. Weiter gehören zum Landkreis die Inseln Ko Mak, Ko Rang, Ko Kradat, Ko Mai Si und kleinere Nebeninseln wie Ko Kham und weitere.

## Demographie
Es leben rund 2.000 Einwohner auf der bewaldeten, leicht hügeligen Insel (höchste Erhebung 315 m). Ko Kut ist der Distrikt mit der geringsten Bevölkerungsdichte von Thailand. 

## Geschichte
In der Vergangenheit war der heutige Landkreis ein Teil des Unterkreises (Tambon) Ko Chang im Landkreis (Amphoe) Laem Ngop. Als 1952 der Unterkreis Ko Mak eingerichtet wurde, umfasste er die gesamte Insel Mak, die zu jener Zeit aus vier Dörfern (Muban) bestand. Im Jahr 1980 wurden drei Dörfer von Ko Mak abgetrennt, und daraus wurde der Unterkreis Ko Kut eingerichtet.
Am 1. April 1990 wurde Tambon Ko Kut zusammen mit Tambon Ko Mak zum „Zweigkreis“ (King Amphoe) befördert.
Am 15. Mai 2007 hatte die thailändische Regierung beschlossen, alle 81 King Amphoe in den einfachen Amphoe-Status zu erheben, um die Verwaltung zu vereinheitlichen. 
Mit der Veröffentlichung in der Royal Gazette „Issue 124 chapter 46“ vom 24. August 2007 erhielt Ko Kut offiziell den vollen Amphoe-Status.

## Verwaltung

### Provinzverwaltung
Der Landkreis Ko Kut ist in zwei Tambon („Unterbezirke“ oder „Gemeinden“) eingeteilt, die sich weiter in acht Muban („Dörfer“) unterteilen.
| Nr. | Name   | Thai     | Muban | Einw. |
| --- | ------ | -------- | ----- | ----- |
| 01. | Ko Mak | เกาะหมาก | 02    | 0570  |
| 02. | Ko Kut | เกาะกูด   | 06    | 1.894 |

### Lokalverwaltung
Im Landkreis gibt es zwei „Tambon-Verwaltungsorganisationen“ (องค์การบริหารส่วนตำบล – Tambon Administrative Organizations, TAO)
- Ko Mak (Thai: องค์การบริหารส่วนตำบลเกาะหมาก) bestehend aus dem kompletten Tambon Ko Mak.
- Ko Kut (Thai: องค์การบริหารส่วนตำบลเกาะกูด) bestehend aus dem kompletten Tambon Ko Kut.